# Le Gourou et les Enfants
 (octobre 2024).
La mise en forme du texte ne suit pas les recommandations de Wikipédia : il faut le « wikifier ».
Les points d'amélioration suivants sont les cas les plus fréquents. Le détail des points à revoir est peut-être précisé sur la page de discussion.
- Les titres sont pré-formatés par le logiciel. Ils ne sont ni en capitales, ni en gras.
- Le texte ne doit pas être écrit en capitales (les noms de famille non plus), ni en gras, ni en italique, ni en « petit »…
- Le gras n'est utilisé que pour surligner le titre de l'article dans l'introduction, une seule fois.
- L'italique est rarement utilisé : mots en langue étrangère, titres d'œuvres, noms de bateaux, etc.
- Les citations ne sont pas en italique mais en corps de texte normal. Elles sont entourées par des guillemets français : « et ».
- Les listes à puces sont à éviter, des paragraphes rédigés étant largement préférés. Les tableaux sont à réserver à la présentation de données structurées (résultats, etc.).
- Les appels de note de bas de page (petits chiffres en exposant, introduits par l'outil «  Source ») sont à placer entre la fin de phrase et le point final[comme ça].
- Les liens internes (vers d'autres articles de Wikipédia) sont à choisir avec parcimonie. Créez des liens vers des articles approfondissant le sujet. Les termes génériques sans rapport avec le sujet sont à éviter, ainsi que les répétitions de liens vers un même terme.
- Les liens externes sont à placer uniquement dans une section « Liens externes », à la fin de l'article. Ces liens sont à choisir avec parcimonie suivant les règles définies. Si un lien sert de source à l'article, son insertion dans le texte est à faire par les notes de bas de page.
- La présentation des références doit suivre les conventions bibliographiques. Il est recommandé d'utiliser les modèles {{Ouvrage}}, {{Chapitre}}, {{Article}}, {{Lien web}} et/ou {{Bibliographie}}. Le mode d'édition visuel peut mettre en forme automatiquement les références.
- Insérer une infobox (cadre d'informations à droite) n'est pas obligatoire pour parachever la mise en page.

Pour une aide détaillée, merci de consulter Aide:Wikification.
Si vous pensez que ces points ont été résolus, vous pouvez retirer ce bandeau et améliorer la mise en forme d'un autre article.
 (octobre 2024).
Pour plus de détails, voir Fiche technique et Distribution.
Le Gourou et les Enfants (titre original  : Servus Papa, See You in Hell) est un film allemand, réalisé par Christopher Roth, présenté  au Festival du film de Munich en 2022. Le film est inspiré d’un fait réel.

## Synopsis
Dans les années 1980, Jeanne coule des jours paisibles au sein d'une communauté sectaire gérée par Otto, le maître des lieux. Lors d'une réunion en plein air, Holger, un membre du groupe, est jugé et condamné à quitter la communauté pour manquement grave à la règle suprême du principe fondateur de la communauté, au « chef d'accusation » d'être tombé amoureux de Simone : l'amour exclusif y est interdit et seule la liberté sexuelle et le changement régulier de partenaire sont autorisés. Holger est banni sous la sempiternelle phrase répétée par les membres du groupe : « Rendez-vous en enfer » (faisant probablement référence au monde extérieur). De son côté, Simone subit, par Otto lui-même, un rituel « d'exorcisme » pour effacer de son esprit toute velléité d'amour exclusif sur un membre quelconque de la communauté. Personne ne s'en offusque et les enfants en bas âge prennent même cela comme un jeu. Mais Jeanne, qui atteint l'âge de quatorze ans, tombe à son tour amoureuse de Jean, un autre membre de la communauté, lui-même très apprécié par tout le monde. Mais Otto apprend la nouvelle, cherche à remettre Jeanne sur le « droit chemin » et tente une approche explicite auprès d'elle. Mais Jeanne se refuse à lui et continue de voir Jean en cachette, ballotée entre la transgression de la règle et le remord. Cette situation provoque l'ire du gourou et la jalousie de Billie, la favorite. Mais Billie s'échappe de la communauté sur un cheval en emmenant Jeanne avec elle, et raconte aux autorités les agissements d'Otto au sein de la communauté. Ce dernier est arrêté par la police. Les menottes aux poignets, Otto signe un autographe sur la demande d'un policier venu l'arrêter.

## Fiche technique
- Titre : Le Gourou et les Enfants
- Titre original : Servus Papa, See You in Hell
- Titre en anglais : So Long Daddy, See You in Hell
- Réalisation : Christopher Roth
- Directeur de la photographie : Konstantin Minnich
- Montage : Christoph Bargfredes
- Décors : Michael Schindlmeier
- Costumes : Nicole Fischnaller
- Musique : Cosimo Flohr
- Musique du générique de fin : Bully par Cat Power
- Son : Tobias Böhm
- Producteur : Andro Steinborn
- Sociétés de production : Arden Film, Friendship Films, Hessischer Rundfunk, Arte
- Distributeur : Port au Prince Pictures
- Pays d'origine : Allemagne
- Format : Couleur — 1,85:1 — Dolby SR
- Genre : Drame
- Durée : 116 minutes
- Dates de sorties :
  - Festival du film de Munich : 25 juin 2022
  - Allemagne : 24 novembre 2022

## Distribution
Sauf indication contraire, les informations mentionnées dans cette section peuvent être confirmées par les bases de données cinématographiques IMDb et TMDB,  présentes dans la section « Liens externes ».
- Jana McKinnon (de) : Jeanne
- Clemens Schick : Otto
- Leo Altaras (de) : Jean
- Julia Hummer : Sophie
- Ina Paule Klink (de) : Susanne
- Arsseni Bultmann (de) : Otis
- Noemi Liv Nicolaisen (de) : Billy
- Aenne Schwarz (de) : Kathrin
- Jeanne Tremsal : Mathilde
- Dirk von Lowtzow (de) : Roland (le guitariste)
- Hanns Zischler : Le politicien
- Rebecca Sickmüller : Kiki
- Steffen Wink (de) : Josef
- Angela Scherz (de) : Gisela
- Miriam Schiweck (de) : Julie
- Julia Anna Grob (de) : Geraldine
- Silva Bieler : Simone
- Antonis Antoniadis : Max
- Stefanie Früchtenicht : Maire de la ville
- Anne-Marie Lux (de) : Clara
- Jonathan Peller : Franz
- Daniel Mühe : Le  policier
- Patrick Schorn (de) : Holger
- Joshua Biesenthal : Le deuxième mari de Géraldine
- Anselm Haderer : Karl
- Maarvin Jeronimo Hahn : Premier mari de Géraldine
- Helene Hegemann : Une femme de la ville
- Gisela Haehnel : Bella
- Andro Steinborn (de) : François
- Michael Stöppler : Schorsch
- Milan Wink : Bobby

## Récompenses
- Festival du film de Munich 2022[2]
  - Nomination pour le Prix du nouveau cinéma allemand dans la catégorie réalisation (Christopher Roth)
  - Nomination pour le Prix du nouveau cinéma allemand dans la catégorie scénario (Jeanne Tremsal, Christopher Roth)
  - Nomination pour le Prix du nouveau cinéma allemand dans la catégorie acteur (Leo Altaras, Ina Paule Klink)
- Prix du cinéma et du cinéma de Hesse 2022
  - Nomination dans la catégorie Meilleur long métrage[3]
- Festival du film Nuits noires de Tallinn 2022
  - Prix de la sélection officielle du meilleur décor (Michael Schindlmeier)[4]
- Prix du cinéma allemand 2023
  - Nomination dans la catégorie Meilleur second rôle masculin (Clemens Schick)[5]

## Autour du film
Le film raconte une tranche de vie d’une communauté basée au Burgenland dans une exploitation agricole en Autriche d’après les souvenirs de Jeanne Tremsal, elle-même placée par ses parents dans la communauté à l’âge de deux ans (elle joue le rôle de sa propre mère dans le film). L’histoire retrace les dernières années d’existence de la communauté à la fin des années 1980. 
La communauté a été fondée au début des années 1970 par l’artiste peintre et 
performeur autrichien Otto Muehl (son patronyme n’est jamais mentionné dans le film), dont le principe fondateur était d’isoler les enfants de leurs parents biologiques considérés comme toxiques au bon développement de leur progéniture. La règle essentielle consistait en la liberté sexuelle, l’amour individuel et exclusif étant interdits. Ces pratiques finissent par être dénoncées à la justice par des éléments sortis de la communauté.  Otto est condamné en 1991 à sept ans de prison ferme pour usage de stupéfiants, viols et abus sur mineurs.